# Musica classica indiana
Le origini della musica classica indiana sono tracciate a partire dai più antichi libri di sacre scritture della tradizione indù, i Veda. Il Sāmaveda, uno dei quattro Veda, tratta a lungo di questo tema.Il Sāmaveda é una raccolta di inni e versi, che i sacerdoti cantavano utilizzando particolari melodie, in occasione di sacrifici e riti in onore di divinità. Nei secoli fra il II a.C. e il II d.C. viene composto il Nātyaśāstra (Natya Shastra), primo trattato sul teatro, la musica e la danza che per oltre un millennio, sarà il riferimento per la musica indiana.

## Descrizione
I due sistemi principali della musica classica indiana sono: 
- la musica indostana (hindustani), del nord dell'India,
- la musica carnatica (karnàtak), dell'India meridionale.

Il tema primario della musica indostana è la lila. La musica carnatica è basata sempre sul concetto del raga, come la musica del nord, ma ne differisce perché le due si sono evolute indipendentemente. Enfatizza le qualità vocali piuttosto che quelle degli strumenti. Temi primari sono devi e rama, che descrivono i canti dei templi e patriottici. Purandara Dasa (1480 - 1564) è noto come il padre della musica carnatica. Tyagaraja (1759 - 1847), Muthuswami Dikshitar (1776 - 1827) e Syama Sastri (1762 - 1827) sono detti la "trinità" della musica carnatica. Fra le star recenti e più popolari di questo tipo di musica si ricordano Damal Krishnaswamy Pattammal (1919-2009), Mangalampalli Balamuralikrishna (1930-2016), Kattassery Joseph Yesudas (1940), Tiruvalangadu Vembu Iyer Sankaranarayanan (1945) e Madurai Thirumalai Nambi Seshagopalan (1948). Madurai Shanmukhavadivu Subbulakshmi (1916-2004) è stata una delle più importanti cantanti di musica carnatica. Madras Lalitangi Vasanthakumari (1928-1990), Gudalur Narayanaswamy Balasubramaniam (1910-1965), il Dott. S. Ramanathan (1917-1988), Chembai Vaidyanatha Bhagavatar (1896-1974), Villayil Raman Gopala Pillai (1915-1981) e Thiruvaduthurai Thirumarugal Natesapillai Rajarathinam Pillai (1989-1956) sono considerati i massimi interpreti dell'ultimo secolo. 
La musica classica indiana è di tipo monofonico ed è quindi basata su una singola linea melodica. Lo spettacolo di una composizione comincia con gli interpreti che escono in un ordine prestabilito: prima lo strumento solista, poi il cantante e quindi i musicisti ed i percussionisti. I musicisti cominciano l'accordatura degli strumenti e questo processo spesso si mescola impercettibilmente all'inizio della musica.
Gli strumenti musicali indiani usati nell'esecuzione della musica classica sono la vina (strumento antichissimo a corde pizzicate, ne esistono diversi tipi), il mridangam (percussione, India del sud), la tabla (percussione, India del nord), il pakhawaj (percussione, India del nord), il kanjira (percussione, India del sud), il tamburo, il flauto, il sitar, il sarod (India del nord), il gottuvadyam (tipo di vina dell'Idia del nud), il violino (usato principalmente nel sud), la sarangi (strumento ad arco, India del nord), il santur (simile a un cimbalom, India del nord) e la chitarra indiana (una modifica della chitarra occidentale che viene suonata nello stile della slide guitar). 
Suonatori di tabla, un tipo di percussione, cominciano a colpire i bordi con un mazzuolo per assicurarsi che lo strumento sia accordato con il solista. Fondamentale è il tambura (chiamato anche tanpura) che tiene il bordone. Questo compito è solitamente affidato ad un allievo del solista. 
Il raga comincia con la melodia che si sviluppa gradualmente e l'esecuzione di un singolo raga può durare da una quindicina di minuti a tre ore, limite teorico dettato dal cambiamento di fase del giorno: in India le 24 ore sono suddivise in otto "spicchi" di tre ore, ognuno dei quali caratterizzato da un diverso sentimento dominante e da diversi raga che possono essere suonati in esso. Spesso i concerti di musica indostana durano interi giorni e notti, in cui numerosi musicisti e cantanti si susseguono con continuità in un flusso di musica quasi ininterrotto. L'introduzione del raga è detta alap nella musica indostana e alapana nella musica carnatica. 
Nella musica indostana, una volta che l'esecuzione è iniziata, inizia a sentirsi l'articolarsi del canto in ornamenti e melismi, mentre il ritmo si velocizza gradualmente. Questa sezione è chiamata alap. Dopo l'alap, avviene una pausa; tutto si ferma ed il pubblico applaude. Finalmente inizia la sezione del gat, dove il percussionista comincia a suonare interagendo con il solista, eventualmente improvvisando in competizione con il solista.
Le esecuzioni di un raga nella musica carnatica sono generalmente molto più brevi. Il pezzo di apertura è chiamato varnam, ed è quasi un riscaldamento per i musicisti. Segue la richiesta di benedizione e quindi una serie di interscambi tra il ragam (melodia) e il thaalam (l'ornamentazione, equivalente al jor). Questo viene miscelato con l'inno chiamato krithi. Quindi segue il pallavi o tema del raga. I pezzi di musica carnatica possono anche essere elaborati; essi sono composizioni famose che sono gradite soprattutto a coloro che prediligono il canto piuttosto che la musica.

## Musica indiana in Occidente

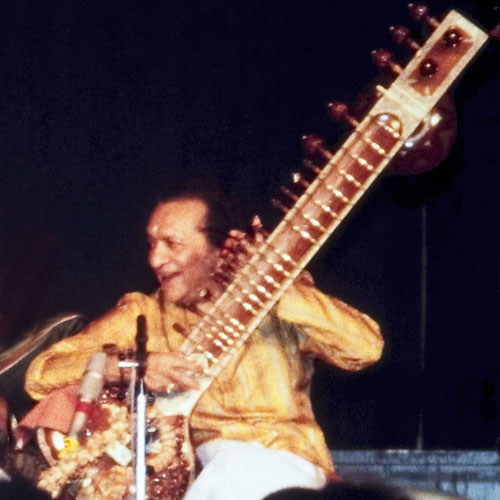
Ravi Shankar, considerato uno dei più grandi sitaristi della seconda metà del XX secolo, fin dal 1959 intraprese molte tournée in Europe e in Nord America, partecipando anche al Festival di Monterey e al celebre Festival di Woodstock e contribuendo alla diffusione degli strumenti tradizionali indiani nella musica pop.

La musica indiana ha iniziato il suo viaggio verso l'Occidente all'inizio del Novecento, quando i primi maestri indiani hanno iniziato a tenere concerti in Europa e Stati Uniti, grazie all'intelligenza e lungimiranza di appassionati di musica che ne capivano il valore. Infatti, un atteggiamento comune da parte soprattutto degli Inglesi che colonizzavano l'India, era quello di disprezzo verso la musica locale, considerata rozza e poco evoluta, quasi insignificante di fronte a quella europea.
Fortunatamente non tutti la pensavano così (tra i musicologi viene in mente Alain Daniélou, che fu anche studente di questa musica), e venne creato un ponte tra India e Occidente, che permise dapprima ad alcuni maestri (ad esempio Inayat Khan) di portare in Occidente la loro arte tramite concerti dal vivo. Poi, con la crescita dell'industria discografica e della possibilità tecnologica di distribuire la musica tramite i dischi, altri grandi musicisti poterono "rompere il ghiaccio" per una diffusione più ampia. Si ricorda ad esempio il disco "Call of the Valley" del 1968, in cui Hariprasad Chaurasia (flauto bansuri), Shivkumar Sharma (santur) e Brijbushan Kabra (chitarra indiana) registrarono brevi esecuzioni di sei raga diversi; ed i dischi ed i concerti di Ravi Shankar, che anche attraverso la collaborazione con George Harrison diede una forte spinta alla musica indiana in Occidente.
Inoltre sono stati fondati numerosi istituti per l'insegnamento della musica classica indiana in Europa e USA ed anche in Italia; ad esempio presso il Conservatorio di Vicenza, dove ha insegnato anche Amelia Cuni, che ha studiato in India il canto Dhrupad fino ad essere riconosciuta maestra in questa difficile arte. Degno di nota anche il chitarrista italiano Giuliano Modarelli.